# Affinity (Bill Evans)
Affinity è un album in studio del musicista statunitense Bill Evans, pubblicato nel 1979.

## Tracce
1. I Do It for Your Love (Paul Simon) – 7:16
2. Sno' Peas (Phil Markowitz) – 5:51
3. This Is All I Ask (Gordon Jenkins) – 4:14
4. Days of Wine and Roses (Henry Mancini, Johnny Mercer) – 6:40
5. Jesus' Last Ballad (Gianni Bedori) – 5:52
6. Tomato Kiss (Larry Schneider) – 5:17
7. The Other Side of Midnight (Noelle's Theme) (Michel Legrand) – 3:17
8. Blue in Green (Miles Davis, Bill Evans) – 4:09
9. Body & Soul (Edward Heyman, Robert Sour, Frank Eyton, Johnny Green) – 6:16

## Formazione
- Bill Evans – piano, tastiera
- Marc Johnson – basso
- Eliot Zigmund – batteria
- Larry Schneider – flauto, sassofono tenore, sassofono soprano
- Toots Thielemans – armonica